# 張彪 (江蘇)
張彪，江蘇徐州人，清朝军事人物。張彪於1717年（康熙56年）奉旨接替游崇功，於台灣地區擔任台灣北路營參將（營署設於諸羅）。而此官職是台灣清治時期此階段，受台灣鎮總兵制約的台南以北最高軍事將領。
| 前任： 游崇功 | 台灣北路營參將 1717年上任 | 繼任： 羅萬倉 |